# Minibidion aquilonium
Minibidion aquilonium är en skalbaggsart som beskrevs av Martins 1968. Minibidion aquilonium ingår i släktet Minibidion och familjen långhorningar.
Artens utbredningsområde är Venezuela. Inga underarter finns listade i Catalogue of Life.